# Ejea de los Caballeros
Ejea de los Caballeros (en aragonés: Exeya d'os Caballers) es una ciudad y un municipio español de la provincia de Zaragoza, en la comunidad autónoma de Aragón. Está situado en la comarca de las Cinco Villas y pertenece al partido judicial homónimo. Con una superficie de 613,50 km². y una población de 17 135 habitantes (INE 2023), es el segundo municipio más extenso de Aragón, el cuarto más poblado de la provincia y el octavo más poblado de Aragón

## Geografía
Por su extensión se trata de uno de los municipios españoles más extensos, siendo su superficie de 613,50 km².
El término municipal ejeano incluye los núcleos habitados de Farasdués y Rivas, junto con los pueblos de colonización de Pinsoro, El Bayo, Bardenas, Valareña, Santa Anastasia y El Sabinar. Limita al norte con Sádaba, Biota, Luesia y Asín; al este, con Orés, Luna, Erla y Castejón de Valdejasa; al sur, con Tauste; y al oeste, con las Bardenas Reales, en Navarra.
El origen geológico del territorio que hoy ocupa Ejea de los Caballeros se remonta al comienzo de la Era Terciaria, en lo que los especialistas han llamado el «paroxismo alpino».
Justo en la zona donde en la actualidad se sitúa Ejea, se produjo un hundimiento, que se cubrió con posterioridad con materiales miocénicos (margas, arcillas, arenisca y calizas) de una antigüedad en torno a los 22 millones de años. La fineza de esos materiales facilitó la acción de la erosión diferencial, que a lo largo de miles de años configuró este territorio con unas formas dominadas por la planitud del terreno.
Así pues, Ejea se ubicó en el centro de una depresión cubierta después por sedimentos cuaternarios, de hace un millón de años, que tiene relación con el sistema fluvial de terrazas Arbas-Riguel. Como consecuencia de todo ello, el relieve ejeano es predominantemente llano, salteado tan solo por suaves elevaciones. Ejea se encuentra a 320 m s. n. m., altitud baja si se compara con los 525 m s. n. m. de la vecina villa de Luna o con los 745 m s. n. m. de la sierra de Erla y los montes de Sora.
Dista 72 km de la capital provincial, Zaragoza, y 43 km de Tudela (Navarra).

### Clima
Ejea tiene un clima de tipo mediterráneo de interior. Se caracteriza por sus temperaturas extremas, la escasez e irregularidad de las precipitaciones y la limpieza atmosférica gracias a los vientos. El clima es de los más duros de España,[cita requerida] con temperaturas muy bajas en invierno que pueden alcanzar los -18 °C y temperaturas superiores a los 40 °C en verano.
La temperatura media anual es de 14 °C. Los meses más fríos son enero y febrero con medias menores de 5 °C, aunque se dan baremos absolutos que descienden por debajo de 0 °C, sobre todo en invierno. La media de temperatura de noviembre a enero es inferior a los 10 °C, pero se producen con frecuencia heladas hasta bien entrado el mes de mayo.
Los meses más calurosos son julio y agosto, aunque ya desde finales de junio se produce un aumento notable de las temperaturas. La media en el verano es de 23 °C, sin descartar los días en que el termómetro alcanza los 40 °C. Esta rigurosidad térmica se suaviza en otoño.
La media de lluvias de Ejea es de 468 mm anuales, siendo mayo el mes más lluvioso seguido de la estación otoñal, en forma de gota fría. Por el contrario, el verano es el periodo más seco, humedecido sólo con esporádicas tormentas de origen térmico.

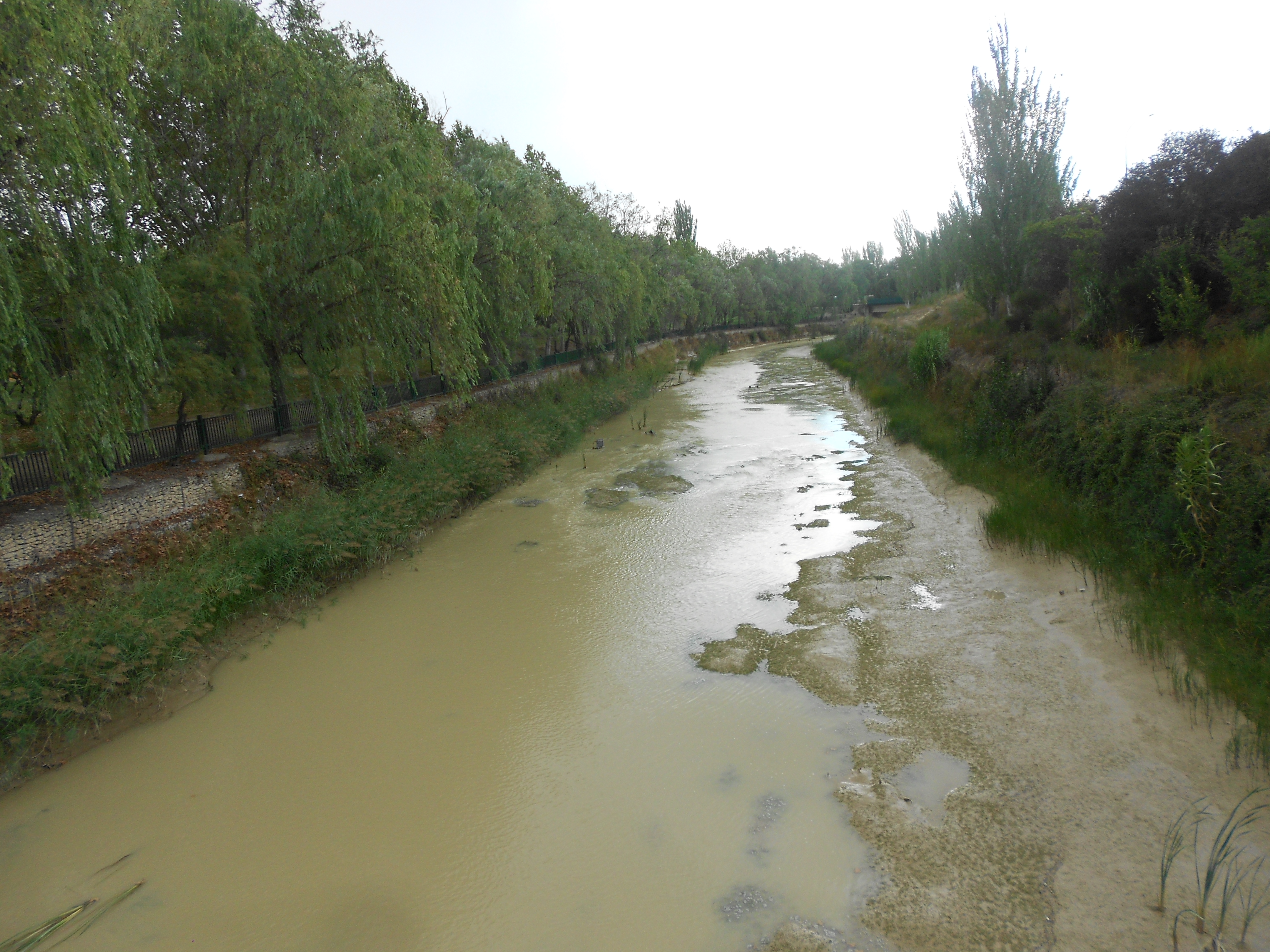
Río Arba de Biel a su paso por Ejea

El viento es un meteoro muy característico de la zona. El viento del norte encajonado en el valle del Ebro origina el llamado «cierzo», que llega a alcanzar grandes velocidades y provoca una sensación térmica muy fría en invierno pero refrescante en verano. En verano, sobre todo, sopla el viento del sureste, el llamado «bochorno», que contribuye al aumento de las temperaturas.
Tanto el relieve como el clima hacen que el régimen hidrográfico sea un tanto irregular, con una pertinaz sequía en verano, sólo rota por las riadas provocadas por las tormentas y con un aumento del caudal en primavera y otoño. Todas estas peculiaridades se reflejan en los ríos que atraviesan el término municipal de Ejea de los Caballeros: Riguel, Arba de Luesia y Arba de Biel. Estos dos últimos se unen en un solo río Arba ya cerca del casco urbano de Ejea.
En el territorio de Ejea de los Caballeros se dan bastantes casos de endorreísmo como consecuencia de la impermeabilidad del suelo, sobre todo en zonas donde se concentra material calizo. Hay una buena muestra de estancas, lagunas y balsas de diversas dimensiones y peculiaridades: el lagunazo de El Moncayuelo, el de Bolaso, la estanca de El Gancho y la de El Sabinar y el pantano de San Bartolomé, además de otros masas de agua de menor entidad.
También existen algunos manantiales. El más famoso de ellos es el de Bañera, aunque en el extenso término municipal encontramos muchas más fuentes.

### Naturaleza
A pesar de la intervención del hombre modificando el terreno, aún quedan en Ejea algunos restos de la vegetación original. Existe abundante monte bajo (coscojo, tomillo, romero) y algunas manchas espesas de arbolado, sobre todo pino carrasco (en la Bardena). En los márgenes de los ríos hallamos tamarices en las zonas de inundación, además de sauces y chopos.
No obstante, la construcción del embalse de Yesa y del canal de las Bardenas, que convirtió en regadío la mayor parte del término estepario de Ejea, terminó con la mayor parte del medio natural no humanizado.

### Localidades
Actualmente, el municipio de Ejea de los Caballeros comprende las siguientes localidades: Bardenas, El Bayo, Ejea de los Caballeros, Farasdués, Pinsoro, El Sabinar, Rivas, Santa Anastasia y Valareña.

## Historia

### Prehistoria
Los arqueólogos han encontrado en estas tierras indicios de épocas tan pretéritas como la Edad del Bronce, el periodo Calcolítico o incluso el Neolítico. Se han descubierto huellas de la actividad humana desde el 8000 a. C. En concreto, se han hallado restos en el yacimiento arqueológico existente en la parte alta de la villa, localizado ante la iglesia de Santa María, en pleno barrio de la Corona.

### Edad Antigua
Sin embargo, los primeros datos históricos relativos a Ejea aparecen con la presencia en el lugar de los suesetanos, un pueblo de lengua celta relacionado con la gran tribu belga de los suesones, y que da a Ejea el primer nombre que es conocido, Segia, del que deriva el nombre actual. Sin embargo, los historiadores no tienen clara la importancia de la población de Segia dentro del territorio suesetano, desconociéndose por el momento si se trataba de su capital, de una ciudad importante o de un núcleo menor. En este sentido, se ha defendido la identificación de Segia con la capital de los suesetanos, Corbio, que fue arrasada por un Ejército romano al mando del cónsul Aulo Terencio Varrón en el año 184 a. C., tras lo cual el territorio suesetano fue cedido a los vascones.

#### Época romana
Después de que Roma asumiese el control directo del territorio vascón, tenemos constancia de un documento, el llamado «Bronce de Ascoli», en el que, en el marco de la guerra Social —de 91 a. C. a 89 a. C.—, Cneo Pompeyo Estrabón concedió la ciudadanía romana a nueve jinetes suesetanos o vascones de Segia, integrados en la llamada «Turma salluitana», como premio a sus actividades militares en dicha guerra.
Tanto bajo la República romana como bajo el Imperio romano, Segia y otras localidades de las Cinco Villas, como Tarraca —posiblemente Los Bañales de Uncastillo—, fueron objeto de una intensa romanización, motivada además por el hecho del intensivo cultivo en los llanos de la zona de trigo y otros cereales. La calzada Caesaraugusta (Zaragoza)-Pompelo (Pamplona) constituyó la columna vertebral de las comunicaciones que atravesaban sus tierras. Asimismo, los romanos extendieron una red de vías secundarias que daban acceso a las villas y los asentamientos de la población.
Cabe suponer que Ejea se viese afectada por las revueltas de los bagaudas en el siglo V, aunque carecemos de citas documentales al respecto, ya que los disturbios y enfrentamientos producidos se centraron en Hispania en el valle del Ebro, en especial en sus zonas alta y media —saqueos de Tarazona y Zaragoza, por ejemplo.

### Edad Media
La caída del Imperio romano supuso para Ejea un periodo de decadencia. A partir del año 545, su territorio entró en un proceso de despoblación y de disminución de la vida socioeconómica. En este contexto, el área de Ejea quedó bajo el dominio de un terrateniente hispanorromano, el Conde Casio.
Los visigodos llamaron a la ciudad Egessa, denominación que aparece en algunas monedas.

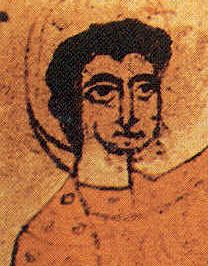
Representación de Sancho Ramírez, quien intentó, sin éxito, reconquistar la villa en 1091

La llegada de los musulmanes a la zona se produjo en 714, tres años después de su desembarco en la península ibérica. Aplicando una política de conversión, los musulmanes llegaron a un pacto con el Conde Casio: este se convirtió al islam, manteniendo todas sus posesiones pero rindiendo pleitesía al nuevo poder. De este modo, nació la dinastía muladí de los Banu Qasi. Bajo la dominación musulmana, la ciudad recibió el nombre de Siya.
En el posterior marco de la Reconquista, el rey de Pamplona Sancho Garcés I quiso reconquistar Siya en los años 907-908, lo mismo que Sancho Ramírez en 1091, en ambos casos sin éxito. No será hasta el año 1105 cuando Alfonso I el Batallador recupere la villa para los reinos cristianos, pasando a denominarse Exea.
El historiador Jerónimo Zurita, en sus Anales de la Corona de Aragón, refiere que Alfonso I: 

Lo primero que se acometió fue poner cerco sobre la villa de Ejea, lugar principal a la frontera de Navarra dentro de los límites de la región antigua de los vascones, y ganóla a los moros... Y allí se afirma que en aquél lugar tomó el título de emperador.

Además de los pobladores cristianos, Exea se nutrió con la llegada de los judíos, cuya presencia aparece reflejada en las crónicas de la época. Por ejemplo, en el año 1208, Pedro II de Aragón les concedió el Castillo de Ortes para su repoblación.
Entre los edificios medievales más importantes destacan la iglesia de Santa María, edificada en 1174, y la de San Salvador, consagrada en 1222 y que durante un tiempo fue la base de uno de los prioratos que tuvo la orden de la Selva Mayor en Aragón.
En 1265 Jaime I el Conquistador convocó Cortes en Ejea, en las cuales se acabó de modelar la figura del Justicia Mayor de Aragón, quien debía dirimir las disputas entre la monarquía y la nobleza.

### Edad Moderna y Contemporánea
En la guerra de Sucesión, Ejea se pronunció a favor del archiduque de Austria, por lo que fue sitiada por el ejército de Felipe de Anjou. Comandadas por el marqués de Saluzo, las tropas saquearon e incendiaron la ciudad. Los habitantes de Ejea de los Caballeros contribuyeron a la lucha contra los franceses durante la guerra de la Independencia, formando algunas guerrillas, que acudieron a combatir a Tudela. Era natural de Ejea una de las heroínas del primer Sitio de Zaragoza, Juliana Larena y Fenollé.

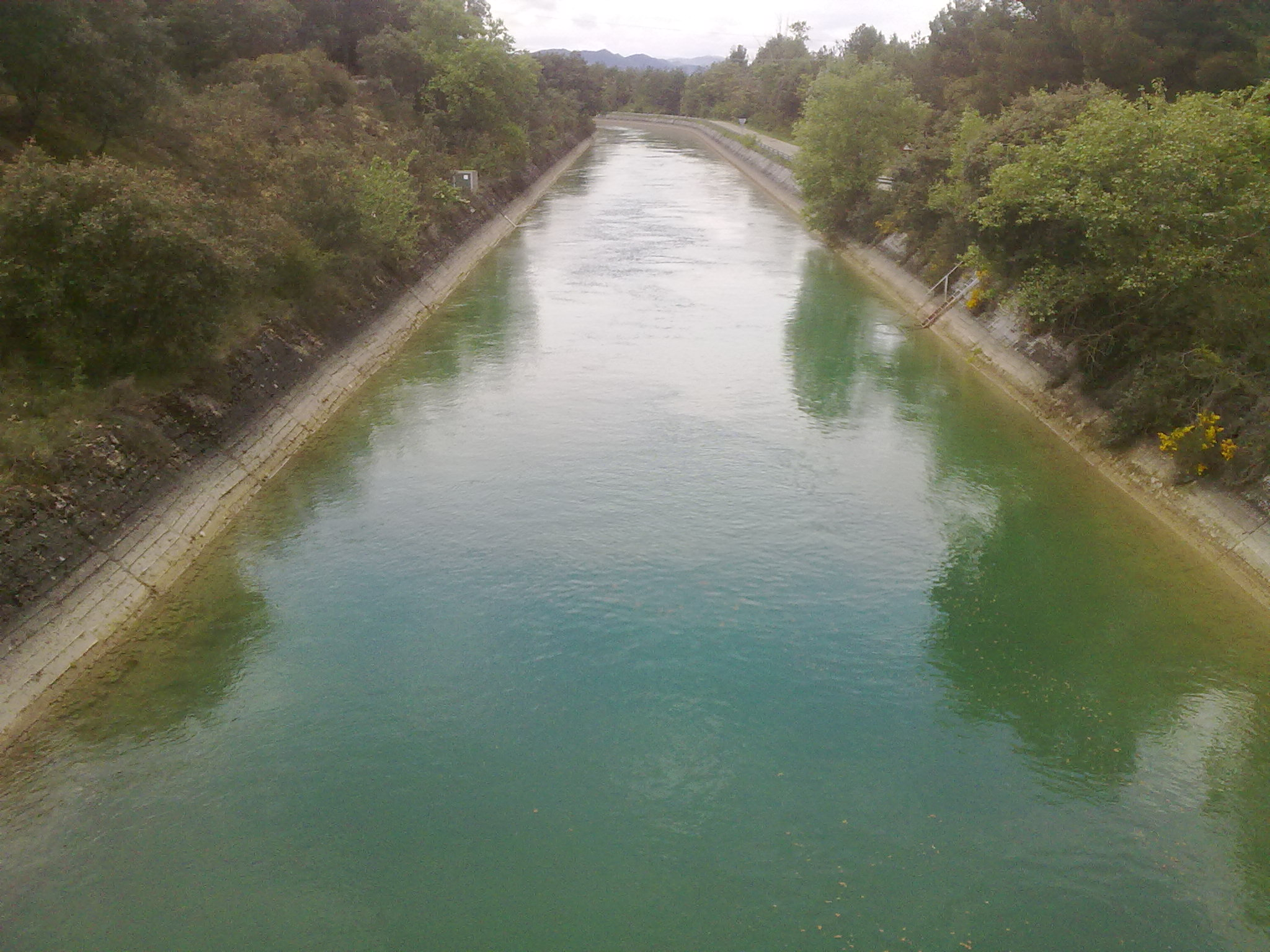
Canal de las Bardenas

Pascual Madoz, en su Diccionario geográfico-estadístico-histórico de España de 1845, describe a Ejea de los Caballeros en los términos siguientes:

Tiene sobre 550 casas de fáb. regular, las cuales se distribuyen en calles cómodas, llanas y espaciosas... estuvo en lo ant. muy bien murada, con 5 ó 6 puertas en su circuito, que se consevaron hasta principios del siglo pasado, en que por las guerras de sucesión se destruyó la mayor parte del muro.

Añade también Madoz que la localidad producía:

Gran cosecha de trigo y vino, cuyos sobrantes se estraen [sic] para otros pueblos; mediana de cebada y avena, algo de centeno, mucho lino, escelente [sic] miel y cera, frutas y hortalizas.

Ya en el siglo XX, el movimiento obrero tuvo una presencia importante en Ejea y su comarca, hallándose fuertemente implantada la Unión General de Trabajadores.
Los socialistas de las Cinco Villas estuvieron implicados en la sublevación de Jaca y el diputado socialista por Zaragoza, José Algora, había recomendado a Fermín Galán que, desde Jaca, dirigiera sus tropas hacia Zaragoza atravesando las Cinco Villas, que les eran afectas.
A nivel económico, la ciudad se vio fuertemente modernizada a principios del siglo XX. Accedió al transporte en ferrocarril con la construcción del ferrocarril de Sádaba a Gallur en 1915, lo que abarató el transporte de los productos de la comarca, cuya producción iba a aumentar con las sucesivas ampliaciones del regadío. La construcción del pantano de Yesa y del canal de las Bardenas, ambos consecuencia directa del Plan Aragón, permitió aumentar drásticamente la producción de cereal y remolacha y motivar la implantación de algunas industrias agroalimentarias. El proyecto del canal es de 1924 y el del pantano de 1926. En 1959 se inauguraron las dos infraestructuras y se construyeron los seis pueblos de colonización de Ejea. Durante el período franquista el Servicio Nacional del Trigo promovió la construcción en el municipio de instalaciones para el almacenamiento del grano, entre los cuales se encontraban un silo (1950) y un granero (1953). Años después, en 1965, un segundo silo de mayor capacidad sería levantado.

## Demografía
Ejea cuenta con una población de 17 133 habitantes (INE 2024).
| Gráfica de evolución demográfica de Ejea de los Caballeros entre 1842 y 2021 |
| |
| Población de derecho según los censos de población del INE Población de hecho según los censos de población del INEEn este censo se denominaba Ejea de los Caballeros, Ribas y Sora: 1842 Entre el censo de 1981 y el anterior, crece el término del municipio porque incorpora a 50103 (Farasdués) |

En el fogaje de 1495 —censo del Reino de Aragón ordenado por el rey Fernando el Católico—, Ejea de los Caballeros figura con 411 casas, lo que equivale a una población aproximada de 1700 habitantes. En el censo de 1857 su población ascendía ya a 3969 habitantes, siendo ya 4289 los habitantes en 1877.
En los últimos tiempos, Ejea de los Caballeros ha sido uno de los municipios zaragozanos con un crecimiento de población más acusado. En 1900 contaba con 4627 habitantes, que se duplicaron en los cincuenta años siguientes. Esta cifra ha seguido incrementándose —10 988 habitantes en 1960, 15 364 en 1981— hasta los 17 718 habitantes en 2001, su cenit poblacional.
Estas cifras de población incluyen todo el término municipal, tanto el de la villa de Ejea propiamente dicha, como la de los ocho pueblos de Ejea.

## Administración y política
| Alcalde                        | Inicio del mandato | Fin del mandato | Partido | Partido        |
| Leopoldo Dehesa                | 1899               | 1901            |         |                |
| Virgilio Miguel Marzo          | 1927               | 1928            |         |                |
| Martín Berni Villellas         |                    |                 |         |                |
| Juan Sancho García             | 1931               | 1932            |         |                |
| Andrés Peiré Zoco              | 1934               | 1934            |         |                |
| Higinio Villacampa Murillo     | 1934               | 1936            |         |                |
| Jesús Marín Salafranca         | 1936               | 1936            |         | Frente Popular |
| Lorenzo Salafranca Salvatierra | 1936               | 1939            |         |                |
| Manuel Bentura                 | 1939               | 1940            |         |                |
| José María Sánchez             | 1941               | 1949            |         |                |
| Celestino Miguel               | 1949               | 1952            |         |                |
| Fabriciano de Benavides        | 1952               | 1953            |         |                |
| Juan Fernández                 | 1953               | 1954            |         |                |
| Mariano Alastuey               | 1954               | 1963            |         |                |
| Juan José Pallarés Cunchillos  | 1963               | 1972            |         |                |
| Luis Sesé Cerezuela            | 1972               | 1979            |         |                |
| Mariano Berges Andrés          | 1979               | 1983            |         | Independiente  |
| Carmelo Urbón Bernad           | 1983               | 1987            |         | PSOE           |
| Fernando Acín Fumanal          | 1987               | 1991            |         | PAR            |
| Eduardo Alonso Lizondo         | 1991               | 2007            |         | PSOE           |
| Javier Lambán Montañés         | 2007               | 2014            |         | PSOE           |
| Teresa Ladrero Parral          | 2014               | -               |         | PSOE           |

| Partido político    | Partido político                                                    | 1979   | 1983   | 1987   | 1991   | 1995   | 1999   | 2003   | 2007   | 2011   | 2015   | 2019   | 2023   |
| Partido político    | Partido político                                                    | Ediles | Ediles | Ediles | Ediles | Ediles | Ediles | Ediles | Ediles | Ediles | Ediles | Ediles | Ediles |
|                     | Partido de los Socialistas de Aragón (PSOE-Aragón)                  | 5      | 8      | 5      | 8      | 11     | 11     | 11     | 9      | 8      | 10     | 10     | 7      |
|                     | Alianza Popular (AP)-Partido Popular de Aragón (PP)                 | —      | 1      | —      | 1      | 2      | 2      | 4      | 4      | 6      | 4      | 3      | 3      |
|                     | Así Ejea                                                            | —      | —      | —      | —      | —      | —      | —      | —      | —      | —      | 2      | 3      |
|                     | Izquierda Unida (IU)                                                | —      | —      | 1      | 1      | 1      | 1      | 1      | 2      | 2      | —      | 1      | 2      |
|                     | Vox                                                                 | —      | —      | —      | —      | —      | —      | —      | —      | —      | —      | —      | 1      |
|                     | Ciudadanos (CS)                                                     | —      | —      | —      | —      | —      | —      | —      | —      | —      | —      | 1      | 1      |
|                     | Chunta Aragonesista (CHA)                                           | —      | —      | —      | —      | —      | —      | 0      | 0      | 1      | 1      | 0      | 0      |
|                     | Partido Aragonés (PAR)                                              | —      | 4      | 7      | 7      | 3      | 3      | 1      | 2      | 0      | 0      | 0      | —      |
|                     | Podemos                                                             | —      | —      | —      | —      | —      | —      | —      | —      | —      | —      | 0      | —      |
|                     | Unión de Centro Democrático (UCD)-Centro Democrático y Social (CDS) | 6      | —      | 0      | 0      | —      | —      | —      | —      | —      | —      | —      | —      |
|                     | Ejea y Pueblos en Común                                             | —      | —      | —      | —      | —      | —      | —      | —      | —      | 2      | —      | —      |
|                     | Independientes 1                                                    | 6      | 3      | 2      | —      | —      | —      | —      | —      | —      | —      | —      | —      |
|                     | Independientes 2                                                    | —      | 1      | 2      | —      | —      | —      | —      | —      | —      | —      | —      | —      |
| Total de concejales | Total de concejales                                                 | 17     | 17     | 17     | 17     | 17     | 17     | 17     | 17     | 17     | 17     | 17     | 17     |

## Patrimonio

### Patrimonio religioso

#### Iglesia de Santa María de la Corona

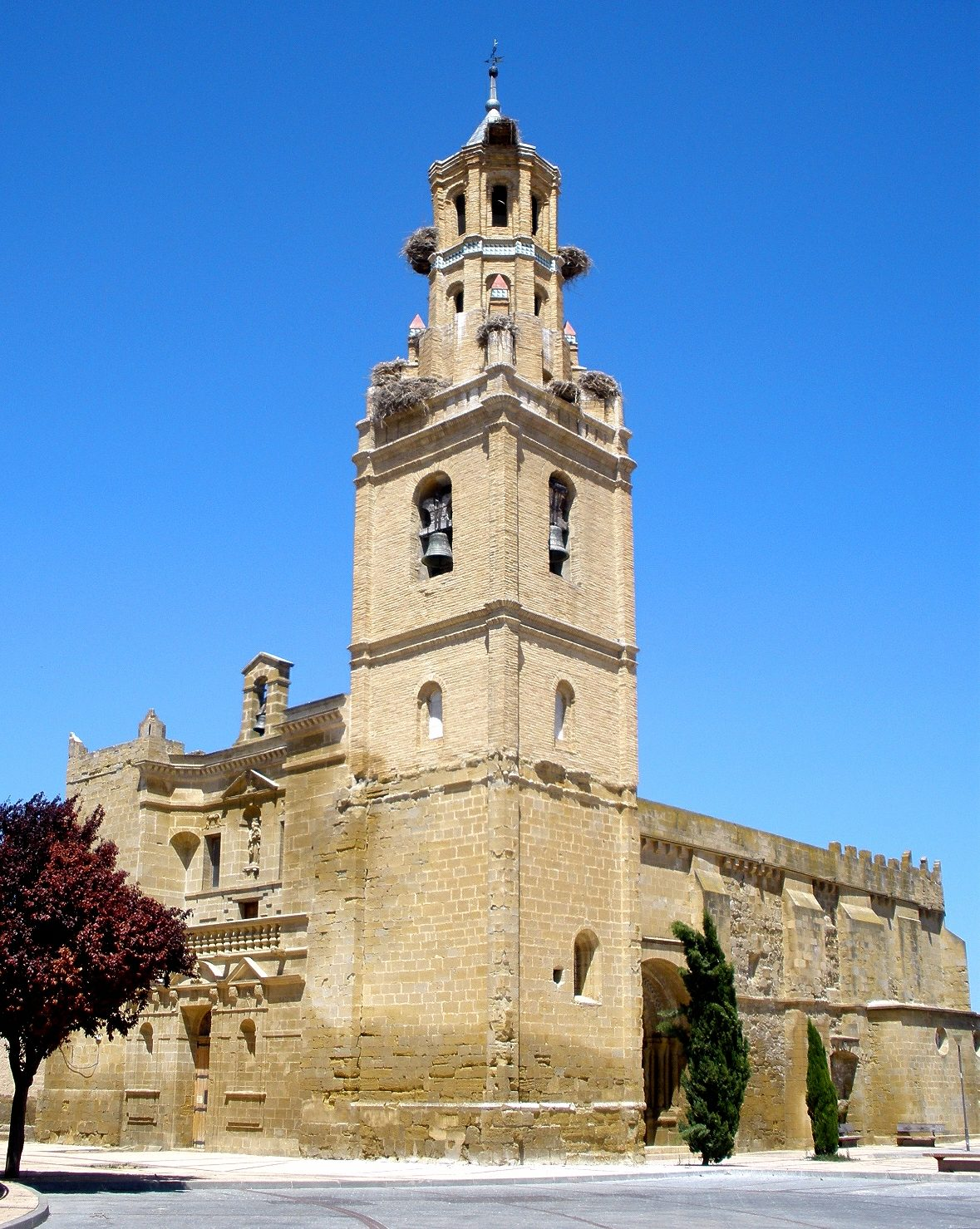
Iglesia de Santa María de la Corona

La iglesia de Santa María de la Corona se alza en la parte alta de la población, en el sitio de un antiguo castillo y próxima a donde estuvo la iglesia de San Juan Bautista.
De las dos portadas, sólo la portada sur conserva el estilo románico original, con reminiscencias cistercienses. En este mismo lado sur se observa el hueco de un antiguo sarcófago, el cual tiene en lo alto el ejemplo más antiguo del escudo de la villa de Ejea de los Caballeros. La portada oeste está muy modificada por una readaptación hecha entre 1649 y 1650, que afectó también a la torre-campanario. La composición y estructura de esta portada pertenece al barroco. Destacan, sobre sendas hornacinas, flanqueando esta portada oeste, los testimonios esculpidos de los dos escudos básicos de Ejea: el de la banda (el más antiguo) y el del caballero.
En cuanto al interior, lo constituye una nave única, cubierta por bóveda de cañón apuntado. El ábside, en la cabecera del templo, es poligonal y se encuentra recorrido por una arquería ciega, con vanos abocinados y cubierta de horno nervada. Las capillas, mejor dicho los arcosolios, se abrieron entre los contrafuertes a partir del siglo XV.

#### Iglesia de San Salvador

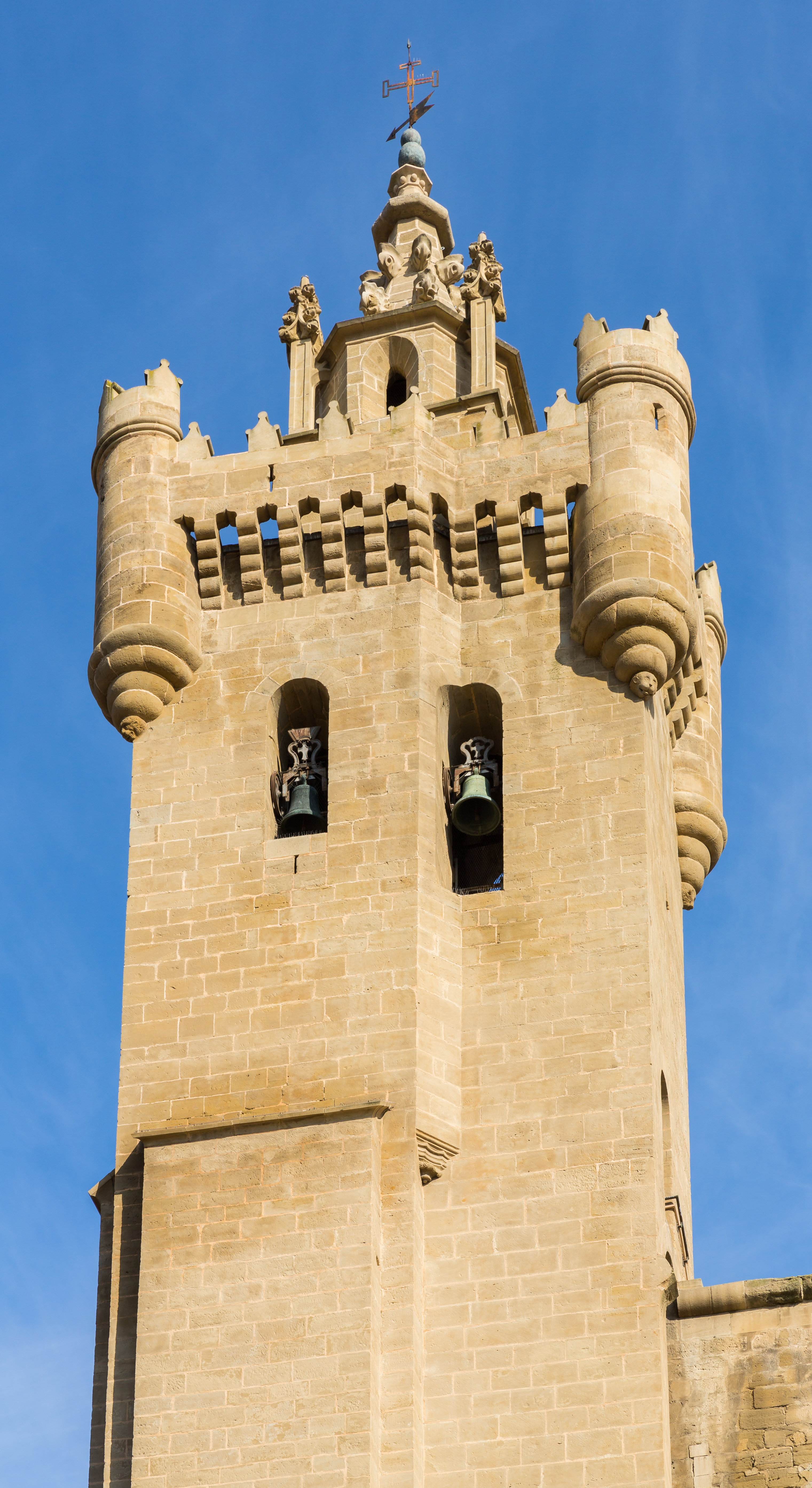
Torre fortificada de la iglesia de San Salvador, declarada Monumento Nacional en 1931

La iglesia de San Salvador, declarada Monumento Nacional en 1931, pertenece al estilo románico de transición hacia el gótico. Del exterior destaca su aspecto de iglesia-fortaleza, muy característico de esta zona, con su torre almenada, el camino de ronda y el coronamiento de almenas. Existe otra torre, inconclusa, que debió añadirse andado el siglo XIV. En el siglo XV se añadió una tribuna exterior en el lado sur.
La portada norte, cobijada bajo un pórtico del siglo XVI, contiene un muestrario escultórico románico, uno de los más significativos del taller del Maestro de Agüero. La portada oeste, del mismo taller, contiene un tímpano central, con el crismón trinitario aragonés sustentado por dos ángeles.
En el interior de la iglesia se pueden comprobar algunas características de su condición de templo románico de transición al gótico: bóveda central de cañón muy apuntado y ábside poligonal con cubierta de horno nervada, que forma en los lados del polígono grandes arcos apuntados.
En origen, San Salvador era una iglesia de una sola nave. Hacia mitad del siglo XV se agregaron dos capillas a cada lado del presbiterio, en la zona del altar. El resto de las capillas se abrieron a partir de 1545 por deseo de Hernando de Aragón, arzobispo de Zaragoza y nieto del rey Fernando el Católico. A finales del siglo XVIII se sobreañadió la capilla de El Voto. Del arte mueble del interior de la iglesia destaca el retablo mayor de mediados del siglo XV, de Blasco de Grañén y Martín de Soria.

#### Iglesia de Nuestra Señora de la Oliva

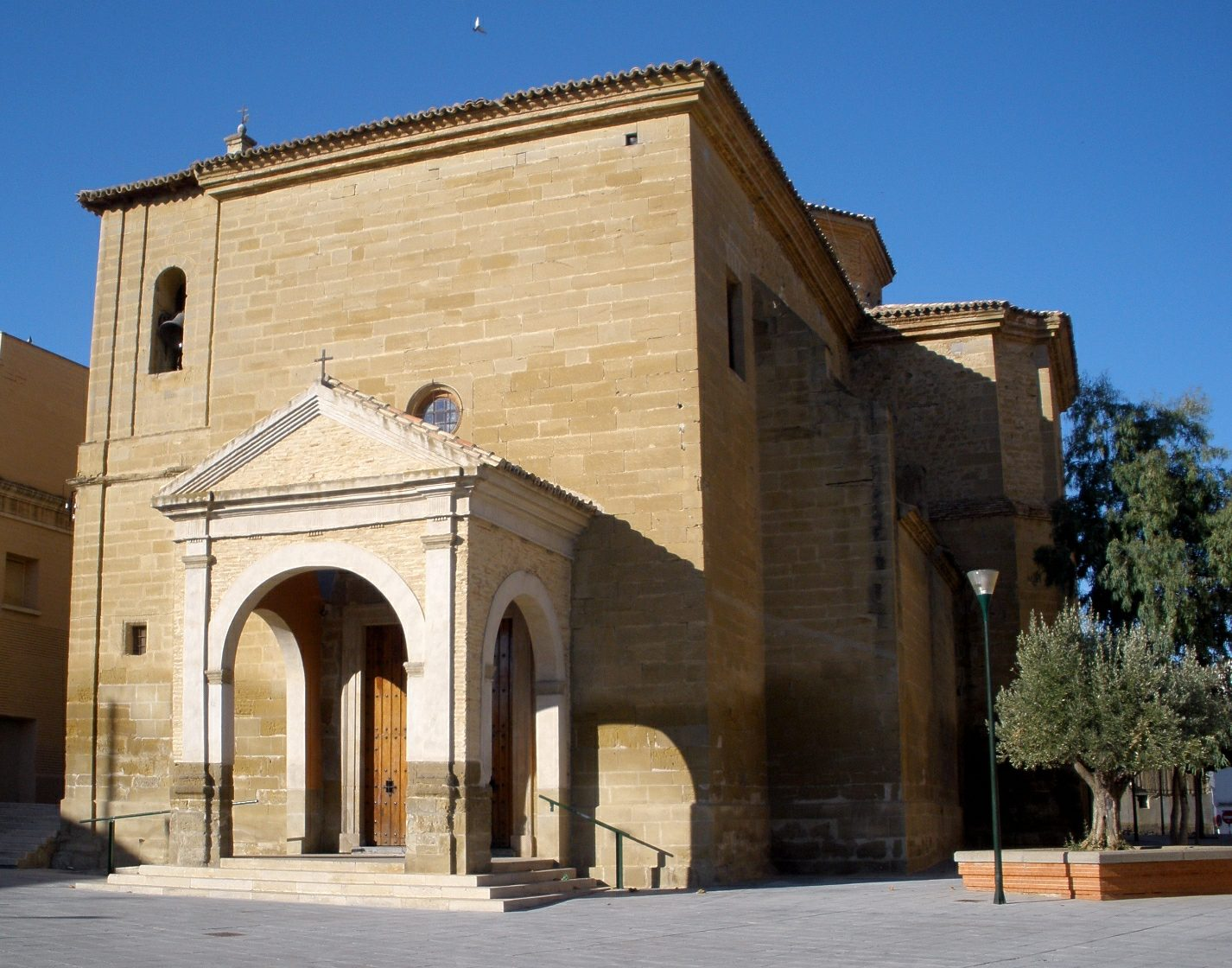
Iglesia de Nuestra Señora de la Oliva

La fisonomía actual del templo arranca de 1765, aunque ya desde el siglo XIII —existe un documento de 1245— se constata la presencia de una ermita aquí. La arquitectura, tanto del exterior como del interior, es de estilo barroco.
La iglesia está construida en sillería y la planta es de cruz latina.
Desde el punto de vista arquitectónico, lo más destacable del interior es la solución de la planta de cruz latina. Sobre el crucero se halla una linterna octogonal apoyada sobre pechinas.
Existe una nave central bien definida, junto con amplios brazos del crucero. A ambos lados de la nave central y hasta dicho crucero, se encuentran dos pequeñas capillas que se comunican mediante vanos. La cabecera es plana.
Parte del arte mueble de la iglesia de Nuestra Señora de la Oliva procede de conventos ejeanos desamortizados y de iglesias y ermitas ya desaparecidas. Podemos destacar los dos cuadros de José Luzán (maestro de Francisco de Goya y Lucientes) que hay en capillas del lado de la epístola y los dos lienzos de 1804 de Fraustaquio que flanquean el altar mayor, uno titulado La Batalla de Luchán y otro Traslado de la Virgen de la Oliva a Ejea.

### Patrimonio civil
En el casco urbano de Ejea hay una buena muestra de caserones de estilo aragonés, destacando la Casa del Carlista, actual sede de la Oficina Delegada del Gobierno de Aragón, y la Casa Bentura.

### Museos

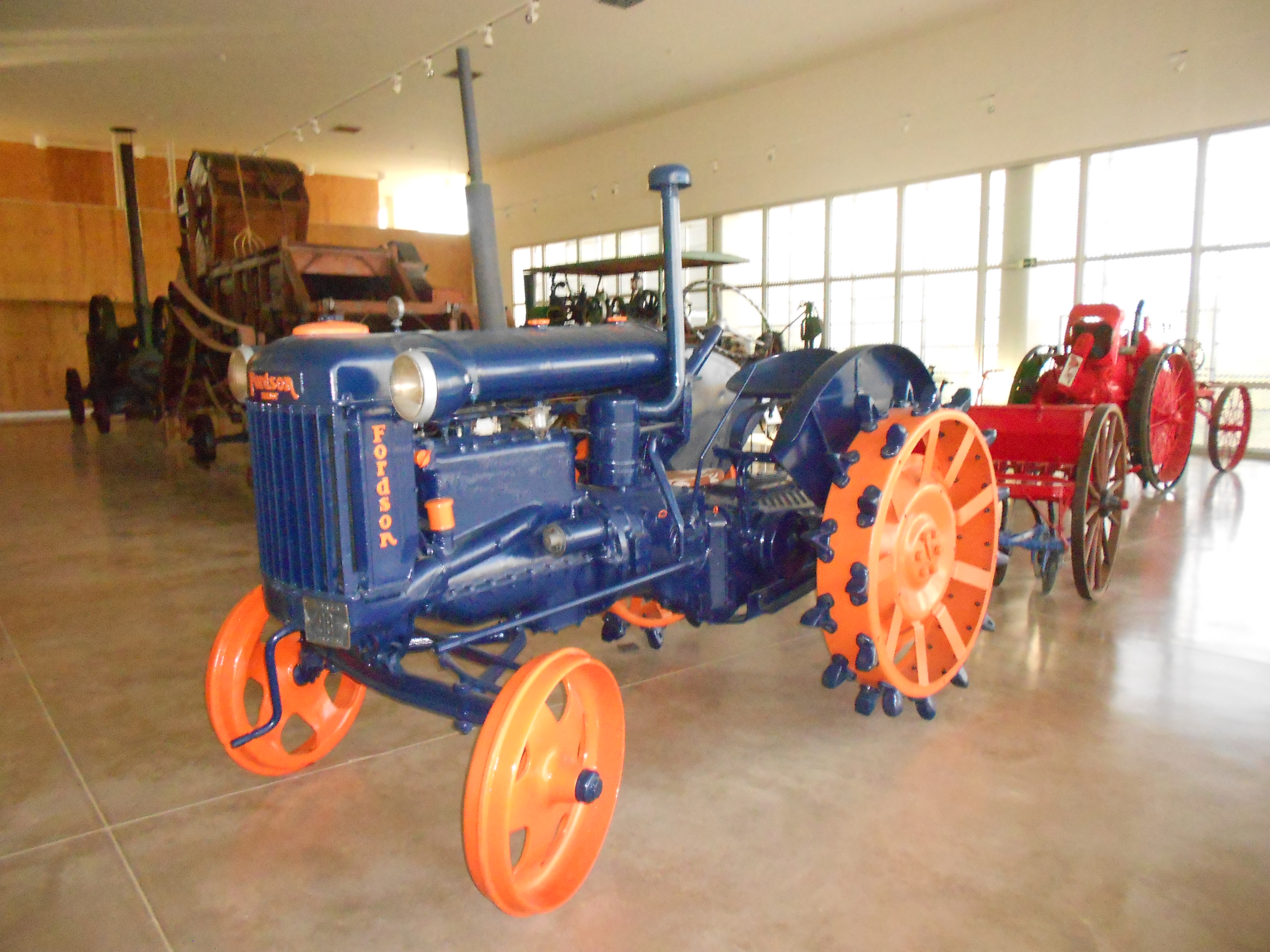
Antiguo tractor expuesto en el Museo Aquagraria

El museo Aquagraria, situado en la Ciudad del Agua frente al recinto ferial, presenta la relación existente entre agua y agricultura, tanto a nivel global como a nivel comarcal. De especial interés es la sección dedicada a maquinaria agrícola, que conforma la mayor colección existente en España hasta el momento y que abarca todo el periodo contemporáneo mediante piezas datadas desde principios del siglo XIX hasta la actualidad. Además de museo se ha convertido en un centro para la celebración de todo tipo de eventos relacionados con el sector agrícola, cultural, empresarial, turístico, entre otros.
En pleno casco histórico de Ejea, en la calle Ramón y Cajal, se encuentra el Centro de Arte y Exposiciones, que es la apuesta de la Diputación Provincial de Zaragoza por la cultura, y especialmente el arte contemporáneo en el medio rural. Fue inaugurado en diciembre de 2016 y desde entonces ha acogido interesantes exposiciones tanto monográficas como colectivas y temáticas de artistas contemporáneos, con especial atención a los artistas aragoneses como Víctor Mira e incluso artistas de las Cinco Villas como Ignacio Mayayo.
Además de obras de arte contemporáneo, el Centro expone, como pieza fija el Miliario de Sora, un antiguo miliario de época de Augusto hallado en el actual término municipal de Ejea, que estuvo atravesado por la vía romana que unía las ciudades de Caesaraugusta y Pompaelo.

## Cultura

### Fiesta del Voto
Es una conmemoración religiosa devota que los ejeanos repiten cada 14 de enero. Arranca de un hecho ocurrido hace más de doscientos años. Entre 1770 y 1773, Ejea sufrió un brote epidémico que causó un aumento preocupante de la mortalidad, extendiendo el miedo entre la población. Vista esa tesitura y ante la ineficacia de los medios sanitarios de la época, el Concejo General de la Villa pidió al Capítulo Eclesiástico que sacase en procesión la imagen de la Purísima Concepción. Un 14 de enero de 1773 tuvo lugar dicha procesión rogativa, produciéndose seguidamente la remisión de la epidemia y su práctica finalización. Es entonces cuando los ejeanos, en agradecimiento a la Virgen, instituyeron el Voto a la Purísima, que todavía hoy se conmemora todos los 14 de enero.

### Fiestas del Agua
Tiene un carácter eminentemente civil y conmemora la extensión del regadío a las tierras ejeanas merced a la construcción del canal de las Bardenas (1959). El fin de semana que sigue a Semana Santa, se celebra esta fiesta, que cuenta, además de los festejos populares, con un elemento primordial: El Certamen Coral de Ejea de los Caballeros. Este certamen de música polifónica de carácter nacional se puso en marcha el 12 de abril de 1970, congregando a partir de esa fecha a multitud de corales de toda España. Lo que comenzó como un pequeño concurso se ha convertido en la actualidad en uno de los mejores concursos de música coral de España.
En las fiestas del Agua también destaca cada año el Aguachumei Festival, que consiste en una comida popular organizada por Interpeñas Ejea, seguida de actividades hasta altas horas de la madrugada. Este festival fue creado con el fin de atraer a la gente durante las fiestas del Agua, ya que durante los últimos años, solo se celebraban con la realización de pequeños actos culturales.

### Fiestas de San Juan
Se celebran el 24 de junio, aunque suelen tener una duración de tres o cuatro días. Se las puede englobar dentro de todas aquellas fiestas mediterráneas relacionadas con el solsticio de verano y el fuego. Sobre la primitiva celebración pagana se acomodó la advocación religiosa de san Juan. Este es el patrón más antiguo de Ejea, pues se constata justo después de la reconquista cristiana. Las verbenas populares, las vaquillas, las charangas y, por supuesto, las hogueras son algunos de los actos que se celebran a lo largo de las fiestas..
En la noche de San Juan, después de asistir a la hoguera realizada en el barrio de la Corona y quemar los malos recuerdos vividos durante el año anterior, es muy típico ir a la Fuente de Bañera a «sanjuanarse» debido a que sus aguas son puras (en el pasado fueron aguas medicinales).

### Fiestas de Nuestra Señora La Virgen de la Oliva
Suelen comenzar el último fin de semana de agosto y acaban el primer fin de semana de septiembre. Se vinculan a la tradición de las fiestas de la cosecha. La advocación a la Virgen de la Oliva es muy antigua: al menos desde 1245 la ermita de su nombre tenía dotación de tierras en la villa. Durante los días que duran las fiestas mayores, además de las celebraciones religiosas, se realizan encierros de reses bravas y feria taurina, actividades deportivas, verbenas populares, conciertos, juegos para niños y entretenimientos para la tercera edad.

### Deporte
- Club de Montaña Exea (C.M. Exea)
- Club de Fútbol (S. D. Ejea)[19]
- Club de baloncesto (C.B. Ejea)
- Club de balonmano (S.A.D. Balonmano Ejea)[20]
- Club de rugby (Ejea Rugby Club)
- Club de fútbol sala (La Llana F.S)
- Club de bicicleta de montaña (B.T.T Ejea)[21]
- Club de fútbol sala (Exea F.S.)[22]
- Club de atletismo Ejea
- Club de gimnasia rítmica (Club Rítmica Ejea)
- Club Titan School Ejea (Carreras de obstáculos)[23][24]

## Ciudades hermanadas
- Marmande (Francia)
- Portogruaro (Italia)